# Bureau d'enregistrement de Sainte-Julienne
Le bureau d'enregistrement de Sainte-Julienne est un ancien palais de justice et bureau d'enregistrement situé au 1530, rue Albert à Sainte-Julienne au Québec (Canada). Il a été construit en 1859 et 1860  dans le but de loger un palais de justice de comté, qui loge les tribunaux civils inférieurs. Il héberge aussi le bureau d'enregistrement, c'est-à-dire l'endroit où sont entreposés les actes notariés et la salle pour le conseil de comté, formé par les maires des municipalités. À partir des années 1920, l'activité judiciaire décline et l'édifice ne sert plus que de bureau d'enregistrement et pour le conseil de comté. En 1982, il est cédé à la municipalité régionale de comté de Montcalm qui s'en sert de siège administratif. Depuis 1990, il n'abrite plus que la Cour municipale de la MRC de Montcalm.
Le bureau d'enregistrement de Sainte-Julienne a été reconnu comme bien culturel en 1973. En 2012, il est devenu un immeuble patrimonial classé à l'entrée en vigueur de la Loi sur le patrimoine culturel.

## Histoire
La construction du bureau d'enregistrement de Sainte-Julienne provient d'une réforme administrative des établissements judiciaires. L'Acte de judicature, préparé par George-Étienne Cartier, divise le Canada-Est en 19 districts judiciaires et entraine la demande de construction de nouveaux palais de justice. En plus des palais de justice de district, la loi prévoit aussi une subvention de 1 200 $CA pour la construction de palais de justice de comté. Entre 1857 et 1866, 23 palais de justice de comté seront construits, dont celui de Sainte-Julienne. Ce dernier est construit par un entrepreneur du village voisin de Saint-Alexis, Benjamin Lemire dit Marsolais. En plus des activités judiciaires, le palais de justice sert aussi de bureau d'enregistrement, qui occupait le rez-de-chaussée, et de salle pour le conseil du comté de Montcalm. 
La palais de justice sert temporairement de chapelle à la suite de l'incendie de l'église en 1915. L'une des causes les plus célèbres est le procès d'une trentaine d'hommes réfractaires à la conscription en 1919. Au début des années 1920, une autre réforme de la magistrature met fin aux activités judiciaires à Sainte-Julienne. L'édifice ne sert que de bureau d'enregistrement et pour le conseil de comté. Une chambre forte en maçonnerie est ajoutée en 1948 et agrandie en 1979. Il a également servi de mairie pour la municipalité de Sainte-Julienne entre 1860 et 1965.

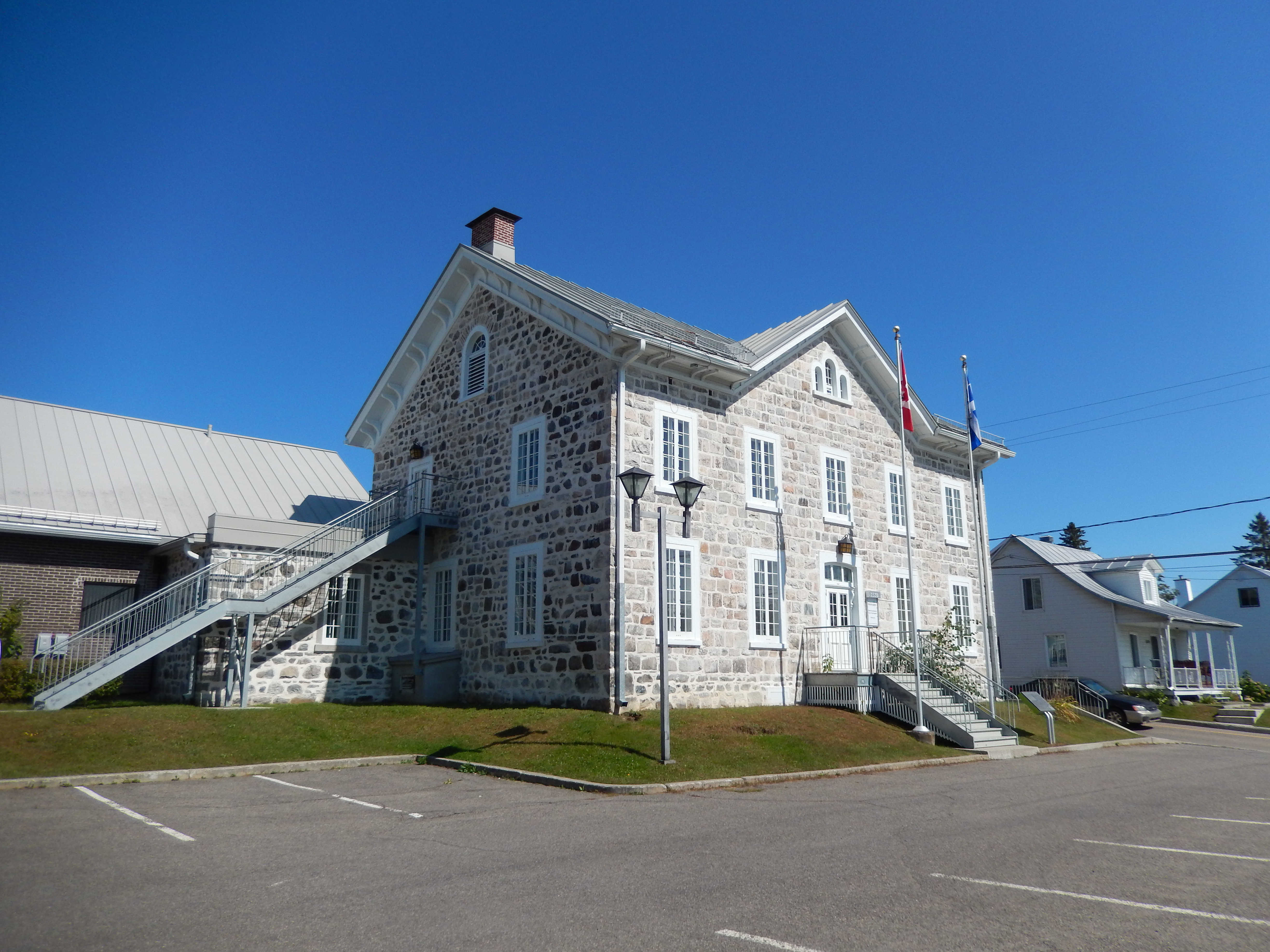
Le bureau d'enregistrement de Sainte-Julienne vu du côté de la chambre forte.

Le bâtiment est cédé en 1982 à la municipalité régionale de comté (MRC) de Montcalm, lors de sa création, pour servir de bureau administratif. À la suite de la construction d'un nouveau centre administratif en 1999, la vocation du bâtiment change à nouveau pour servir pour la Cour municipale de la MRC de Montcalm. Le bureau d'enregistrement de Sainte-Julienne est reconnu comme bien culturel le 7 septembre 1973. Il sera classé comme immeuble patrimonial le 19 octobre 2012, lors de l'entrée en vigueur de la Loi sur le patrimoine culturel.

## Architecture
Le bureau d'enregistrement de Sainte-Julienne est un bâtiment rectangulaire de deux étages et demi. Contrairement aux palais de justice de district de la même époque qui étaient construits à partir de plan standardisé par le ministère des Travaux publics, les palais justice de comté était construit par le conseil du comté. Ils ont des plans, ornementation et matériaux plus variés que les palais de justice de district. Le style de celui de Sainte-Julienne s'apparente à la tradition architecturale résidentielle par son volume simple, son toit à deux versants et ses murs en pierre équarrie. Ses grandes dimensions, sa corniche débordante formant un pignon en façade et ornée de modillons disposés deux à deux à intervalles réguliers, ses fenêtres cintrées dans les pignons et ses chaînages d'angle sont d'autant éléments ajoutés pour donner une certaine prestance au bâtiment. 
Le plan intérieur du bureau d'enregistrement de Sainte-Julienne est typique des palais de justice de comté. Le rez-de-chaussée était utilisé par le bureau d'enregistrement et le logement du registraire. Quant à l'étage, il servait de salle d'audience pour le palais de justice et le conseil de comté.